# Bruno Hauer

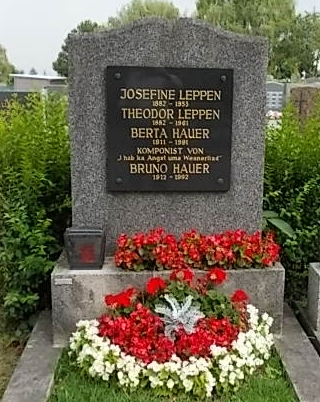
Grabstätte von Bruno Hauer

Bruno Hauer (* 2. Jänner 1912 in Wiener Neustadt; † 5. November 1992 in Wien) war ein österreichischer Komponist, Musikverleger und Schallplattenproduzent.

## Leben
Der Sohn des Komponisten Josef Matthias Hauer genoss neben einer Lehre für Buchkunst und Musikalienhandlung Musikunterricht am Wiener Volkskonservatorium bei Ferdinand Grossmann (Klavier und Theorie), sowie bei seinem Vater, er widmete sich der Unterhaltungsmusik, gründete 1945 den Fortissimo Musikverlag und 1960 die Rax Rovel Schallplattenproduktion. Bereits 1927 hatte Hauer mit Richard Czapek den ersten Schlager komponiert.
Hauer komponierte außerdem einige Wienerlieder, z. B. Der Dornbacher Pfarrer steckt aus (Text: Josef Kaderka und Walter Berger).
Seine letzte Ruhestätte befindet sich auf dem Ottakringer Friedhof (15-44-1) in Wien.